# Болеслав III Плоцкий
Болеслав III Плоцкий (пол. Bolesław III płocki(Bolesław III); 1322/1330—20 августа 1351) — князь плоцкий (1336—1351), визненский (1345—1351) и сохачевский (1345—1351), единственный сын князя плоцкого Вацлава и Елизаветы Гедиминовны Литовской (ок. 1302—1364), представитель Мазовецкой линии Пястов.

## Биография
В мае 1336 года после смерти своего отца, князя плоцкого Вацлава, малолетний Болеслав III стал новым князем плоцким, унаследовав города Плоцк, Гостынин, Шреньск, Вышогруд. В 1336—1340 годах в Плоцком княжестве правили его дяди-регенты, князья Земовит равский и Тройден черский.
В 1340/1343 году князь Болеслав плоцкий стал править в своем уделе самостоятельно. Проводил политику лавирования между Польским королевством и Тевтонским Орденом. В сентябре 1341 года Болеслав принес вассальную присягу на верность маркграфу моравскому Карлу Люксембургскому, старшему сыну и преемнику чешского короля Яна Люксембурга. В 1343 году Болеслав плоцкий вместе с другими мазовецкими князьями участвовал в подписании Калишского мира между Польшей и Тевтонским Орденом.
В 1345 году после смерти своего бездетного дяди, князя равского Земовита II, Болеслав присоединил к своим владениям города Визну, Сохачев и Закрочим. В мае 1350 года князь Болеслав Плоцкий вместе с другими мазовецкими князьями участвовал в съезде с польским королем Казимиром Великим в Сулеюве.
Летом 1351 года князь Земовит плоцкий участвовал в совместном военном походе польского короля Казимира Великого и венгерского короля Людовика Анжуйского на Волынь.
20 августа 1351 года Болеслав Плоцкий скончался в Мельнике, не оставив после себя потомства. Был похоронен в Плоцком кафедральном соборе. После смерти Болеслава III Плоцкое княжество было разделено между Мазовией и Польшей. Польский король Казимир Великий присоединил к королевским владениям Плоцк, Визну и Закрочим. Князь равский Земовит III получил Гостынин, а князь варшавский Казимир I присоединил к своим владениям Сохачев. 18 сентября 1351 года князья-братья Земовит III и Казимир I принесли ленную присягу на верность польской короне.